# 1887
1887 (MDCCCLXXXVII) var ett normalår som började en lördag i den gregorianska kalendern och ett normalår som började en torsdag i den julianska kalendern.

## Händelser

### April
- 5 april – Uvea ställs under franskt protektorat.[1]

### Juni
- 21 juni – Brittiska imperiet firar drottning Victorias guldjubileum, hennes 50-årsjubileum som regent.[2]
- 23 juni – Rocky Mountains Park Act lagstadgas i Kanada, och skapar Kanadas första nationalpark, Banff National Park.[3]
- Midsommaren – Helgelseförbundet bildas på den första Torpkonferensen.
- Sommaren – En polioepidemi med en ny typ av aggressivt poliovirus, utbryter i Norrland och sprider sig ut över resten av världen.

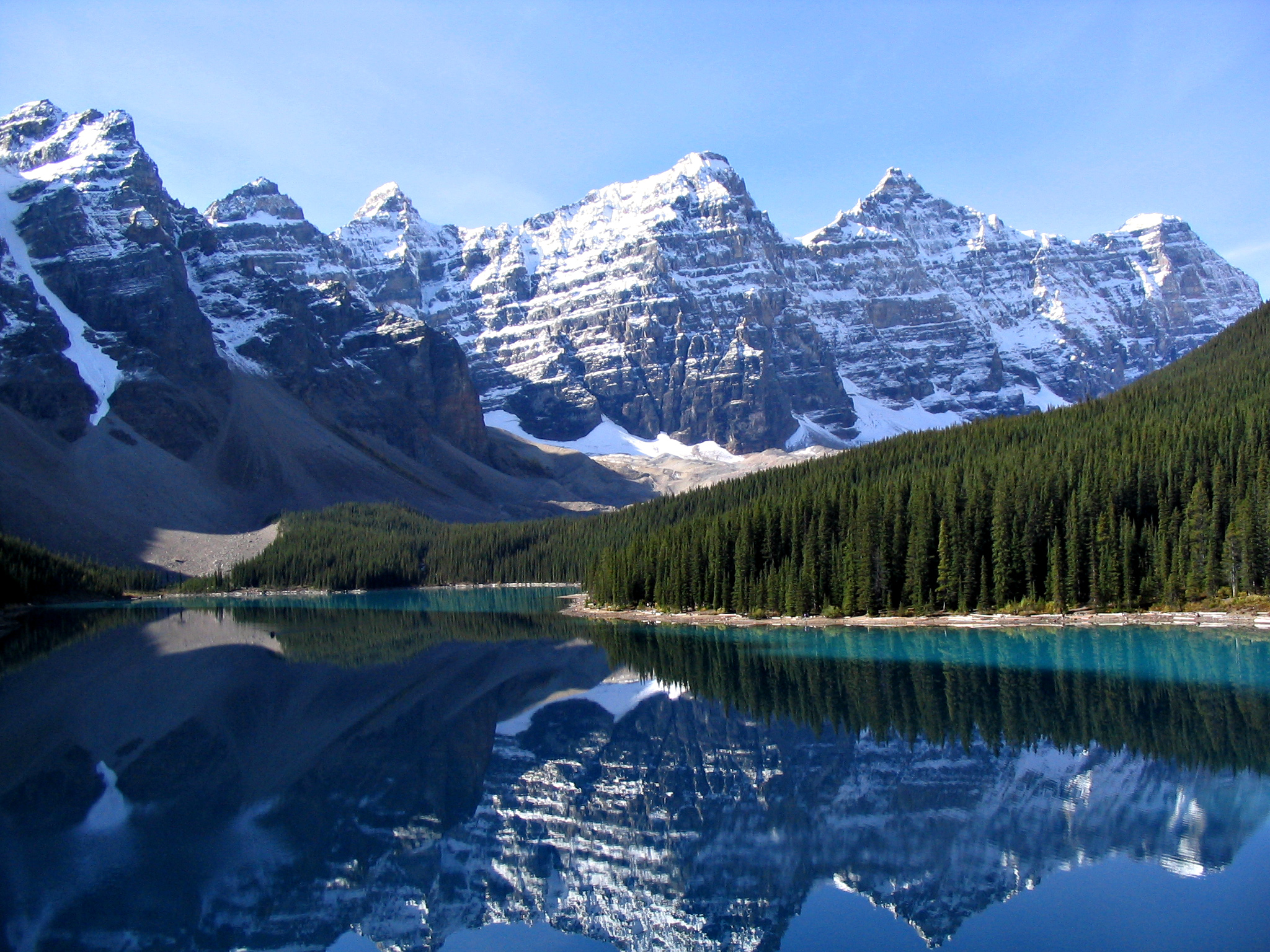
Banff National Park.

### Juli

Esperanto.

- 26 juli – Planspråket esperanto skapas då Ludwig Zamenhof publicerar Unua Libro.[4]

### Augusti
- 6 augusti – Det första numret av tidningen Arbetet, grundad av Axel Danielsson, utkommer i Malmö.
- 21 augusti – Arbeiderpartiet i Norge bildas
- 28 augusti – Hästspårvägen i Malmö öppnas för allmänheten.

### September
- 28 september – Gula floden i Kina svämmar över.

### Oktober
- 15 oktober – Det första krematoriet anläggs i Stockholm och Sveriges första kremering utförs.
- 17 oktober – Unionen Franska Indokina grundas av Kambodja, Annam, Tonkin och Cochinkina.[5]
- 21 oktober – Nauru utropas till tyskt protektorat.[6]
- 31 oktober – Sveriges advokatsamfund bildas.

### November
- November – Resultaten från Michelson–Morleys experiment publiceras, och påvisar att ljushastigheten är oberoende av rörelse.

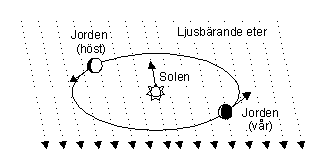
Michelson–Morleys experiment.

### December
- 1 december – Genom protokollet i Lissabon erkänner Kina Portugals rätt till Macao.[7].

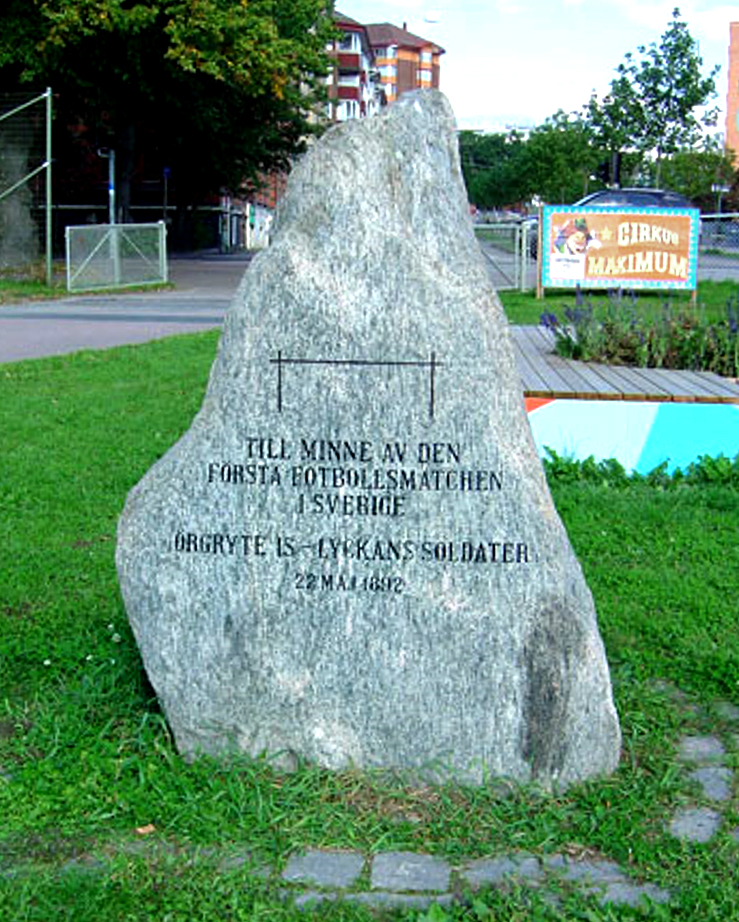
Örgryte IS.

- 4 december – Örgryte IS bildas, som den första svenska fotbollsklubben någonsin.[8]
- 16 december –  Maldiverna blir brittiskt protektorat.[9]

### Okänt datum
- I Hawaii får Mauna Loa ett utbrott. Under 1887 års utbrott sprids omkring 2,3 miljoner ton lava i timmen, och täcker ett område på of 29 km².
- Sveriges allmänna exportförening bildas för att främja svensk export [10].
- I det så kallade "Ångköksvalet" får de svenska tullvännerna majoriteten i Andra kammaren och därmed övertaget i tullstriden. Benämningen uppstår då det visar sig att ångköksföreståndaren Olof "Ångköks-Olle" Larsson inte har betalat hela sin kommunalskatt och därmed inte är valbar. Alla valsedlar med hans namn kasseras och därmed ogiltigförklaras hela den gemensamma listan för Stockholms stad. De 22 invalda frihandlarna ersätts av protektionister.
- Emigrationen kulminerar: över en procent av Sveriges befolkning utvandrar.
- Det föds 140 169 personer, vilket är det högsta antalet födda på ett år.
- Skånska Cementgjuteriet AB (sedermera Skanska) grundas.
- Universitetshuset i Uppsala står färdigt.
- Den första elektriska motorn installeras vid Arboga Mekaniska Verkstad.
- Den svenska generalstaben får i uppdrag att utreda möjligheterna att anlägga en fästning i norra Sverige, ett arbete, som kommer att fortsätta till 1891.

## Födda

### Första kvartalet

#### Januari
- 1 januari – Wilhelm Canaris, tysk sjömilitär, chef för militära underrättelseväsendet i Nazityskland. (död 1945)
- 2 januari – Mona Geijer-Falkner, svensk skådespelare. (död 1973)
- 3 januari – August Macke, tysk konstnär. (död 1914)
- 5 januari – Clifford Grey, brittisk skådespelare, författare och manusförfattare. (död 1941)
- 10 januari – Robinson Jeffers, amerikansk poet. (död 1962)
- 13 januari – Hermann von Fischel, tysk sjömilitär, amiral 1941. (död 1950)
- 14 januari – Axel Gewalli, kyrkoherde i Spånga. (död 1945)
- 19 januari
  - Paul Hagman, svensk skådespelare. (död 1964)
  - Elsa Thulin, svensk författare och översättare. (död 1960)
- 22 januari – David W. Stewart, amerikansk republikansk politiker, senator 1926 och 1927. (död 1974)
- 23 januari – Miklós Kállay, ungersk diplomat och politiker; premiärminister 1942–1944. (död 1967)
- 26 januari – Charles Magnusson, svensk filmproducent, filmbolagsdirektör, regissör, manusförfattare. (död 1948)
- 30 januari – Arne Lindblad, svensk skådespelare. (död 1964)

#### Februari
- 1 februari – Charles V. Truax, amerikansk demokratisk politiker. (död 1935)
- 6 februari – Ernest Gruening, amerikansk demokratisk politiker, senator 1959–1969. (död 1974)
- 14 februari – Johan Rosén, svensk skådespelare, dekormålare, attributör och teaterdirektör. (död 1962)
- 24 februari – Martin Sterner, svensk skådespelare och teaterledare. (död 1966)
- 27 februari – Olof Hillberg, svensk skådespelare. (död 1968)

#### Mars
- 21 mars – Erich Mendelsohn, tysk arkitekt, företrädde expressionismen inom arkitekturen. (död 1953)
- 22 mars – Chico Marx, amerikansk komiker. (död 1961)
- 23 mars – Juan Gris, spansk målare, skulptör och tecknare. (död 1927)
- 24 mars – Roscoe Arbuckle, amerikansk stumfilmsskådespelare. (död 1933)

### Andra kvartalet

#### April
- 7 april – Jens Einar Meulengracht, dansk läkare. (död 1976)
- 18 april – Edith Erastoff, finlandssvensk skådespelare. (död 1945)
- 18 april – Einar Bager, svensk illustratör och historiker. (död 1990)
- 22 april – Harald Bohr, dansk matematiker och fotbollsspelare. (död 1951)
- 25 april – Gösta Sandels, svensk målare. (död 1919)

#### Maj
- 3 maj – Ragnar Widestedt, svensk skådespelare, sångare, kompositör och regissör. (död 1954)
- 25 maj – Padre Pio, italiensk kapucinmunk, helgonförklarad 2002. (död 1968)
- 27 maj – Absalom Willis Robertson, amerikansk demokratisk politiker, senator 1946–1966. (död 1971)
- 28 maj – Jim Thorpe, amerikansk idrottare. (död 1953)
- 30 maj – Alexander Archipenko, amerikansk skulptör. (död 1964)

#### Juni
- 2 juni – Gottlieb Hering, tysk SS-officer. (död 1945)
- 3 juni – Anna-Lisa Fröberg, svensk skådespelare. (död 1979)
- 10 juni – Harry F. Byrd, amerikansk politiker, senator 1933–1965. (död 1966)
- 13 juni – André François-Poncet, fransk politiker och diplomat. (död 1978)
- 19 juni – Wiktor Andersson, svensk skådespelare. (död 1966)
- 22 juni – Julian Sorell Huxley, brittisk biolog. (död 1975)
- 29 juni – Miles von Wachenfelt, svensk politiker, lantbruksattaché. (död 1986)
- 30 juni
  - Erik Berglund, svensk regissör och skådespelare. (död 1963)
  - Anita Halldén, svensk sångtextförfattare och översättare. (död 1970)
  - John Charles Vivian, amerikansk republikansk politiker, guvernör i Colorado 1943–1947. (död 1964)

### Tredje kvartalet

#### Juli
- 7 juli – Marc Chagall, rysk konstnär. (död 1985)
- 8 juli – Gustaf Larson, svensk civilingenjör, verksam inom AB Volvo. (död 1968)
- 14 juli – Henning Ohlsson, svensk skådespelare, konstnär, skulptör och skald. (död 1960)
- 18 juli – Vidkun Quisling, norsk nazist och landsförrädare. (död 1945)
- 21 juli – Tekla Sjöblom, svensk skådespelare. (död 1967)
- 28 juli – Marcel Duchamp, fransk konstnär och skulptör. (död 1968)

#### Augusti
- 4 augusti – Alfred Anderssén, finländsk kompositör och musikkritiker. (död 1940)
- 7 augusti – Eric Wickman, svensk-amerikansk företagare. grundare av Greyhound Lines. (död 1954)
- 12 augusti – Erwin Schrödinger, österrikisk fysiker, nobelpristagare. (död 1961)
- 17 augusti – Marcus Garvey, jamaicansk filosof och människorättsaktivist. (död 1940)
- 27 augusti – James Finlayson, skotsk-amerikansk filmkomiker, ofta i Helan och Halvan-filmer. (död 1953)
- 31 augusti – Tollie Zellman, svensk skådespelare. (död 1964)

#### September
- 1 september – Otto Eißfeldt, tysk evangelisk teolog. (död 1973)
- 11 september – Birger Sahlberg, svensk skådespelare. (död 1975)
- 17 september – Axel Janse, svensk skådespelare och inspicient. (död 1971)
- 24 september – Svend Dahl, dansk biblioteksman. (död 1963)

### Tredje kvartalet

#### Oktober
- 1 oktober – Anna Gräber, svensk skådespelare, opera- och operettsångerska och sångpedagog. (död 1957)
- 3 oktober – Tryggve Larssen, norsk skådespelare. (död 1967)
- 6 oktober – Le Corbusier, pseudonym för Charles-Édouard Jeanneret, schweizisk-fransk arkitekt, konstnär och författare. (död 1965)
- 12 oktober – Howard Gore, amerikansk republikansk politiker, USA:s jordbruksminister 1924–1925. (död 1947)
- 15 oktober  – Frederick Fleet, brittisk besättningsman ombord på Titanic. (död 1965)
- 16 oktober  – Ruth Amundson, svensk sekreterare och politiker (högern). (död 1977)
- 22 oktober – John Reed, amerikansk journalist. (död 1920)
- 24 oktober – Gottfrid Fröderberg, svensk folkskollärare och politiker (folkpartist). (död 1972)
- 31 oktober – Chiang Kai-shek, kinesisk militär och statsman. (död 1975)

#### November
- 4 november – Signe Wirff, svensk skådespelare. (död 1956)
- 11 november – Anton Nilson, svensk brottsling, terrorist, Amaltheadådet. (död 1989)
- 13 november – Wilhelm Kube, tysk SS-officer. (död 1943)
- 17 november – Bernard Law Montgomery, viscount of El Alamein, brittisk fältmarskalk. (död 1976)
- 21 november – Joseph Mary Plunkett, irländsk poet och revolutionär. (död 1916)
- 23 november – Boris Karloff, brittisk skådespelare. (död 1969)
- 24 november – Erich von Manstein, militär. (död 1973)
- 28 november – Ernst Röhm, tysk nazistisk politiker, ledare för SA. (död 1934)

#### December
- 3 december – Einar Söderbäck, svensk skådespelare. (död 1961)
- 6 december
  - Lynn Fontanne, brittisk skådespelare. (död 1983)
  - Martin Ekström, svensk militär och nazistisk politiker. (död 1954)
- 7 december – Ernst Toch, österrikisk kompositör. (död 1964)
- 11 december – Ralph Lawrence Carr, amerikansk republikansk politiker, guvernör i Colorado 1939–1943. (död 1950)
- 13 december – George Pólya, ungersk-amerikansk matematiker. (död 1985)
- 14 december – Otto Schniewind, tysk sjömilitär, generalamiral 1944. (död 1964)
- 19 december – Willis Smith, amerikansk demokratisk politiker, senator 1950–1953. (död 1953)
- 20 december – Sickan Castegren, finlandssvensk skådespelare. (död 1963)
- 22 december – Srinivasa Aiyangar Ramanujan, indisk matematiker. (död 1920)
- 24 december – Eva Sachtleben, svensk skådespelare. (död 1968)
- 25 december – Conrad Hilton, amerikansk företagsledare, grundade hotellkedjan Hilton. (död 1979)

## Avlidna

### Första kvartalet

#### Januari
- 1 januari – Thomas Moore, 65, brittisk botaniker.
- 4 januari – Sebastian Lee, 81, tysk violoncellist.
- 22 januari – Joseph Whitworth, 82, brittisk ingenjör och uppfinnare.

#### Februari
- 27 februari – Aleksandr Borodin, 53, rysk kompositör.

#### Mars
- 29 mars – Nils Peter Hagström, 33, "Glimingemördaren" (avrättad på Kristianstads länsfängelses borggård).
- 31 mars – Albert Kellogg, 73, amerikansk läkare och botaniker.

### Andra kvartalet

#### April
- 12 april – Gottfried von Neureuther, 76, tysk arkitekt.

#### Maj
- 18 maj – Lysander Spooner, 79, amerikansk jurist, individualanarkist, slaverimotståndare och frän kritiker av statsmakten.

#### Juni
- 1 juni – Ike Clanton, amerikansk revolverman och brottsling, deltagare i revolverstriden vid O.K. Corral.
- 4 juni – William A. Wheeler, 67, amerikansk republikansk politiker, USA:s vicepresident 1877–1881.
- 17 juni – Hugo Birger, 33, svensk konstnär.
- 30 juni – William H.H. Ross, 73, amerikansk demokratisk politiker, guvernör i Delaware 1851–1855.

### Tredje kvartalet

#### Juli
- 2 juli
  - Johan Theofron Munktell, 82, svenska storindustrins grundläggare.
  - Luke P. Poland, 71, amerikansk republikansk politiker och jurist.
- 29 juli – Agostino Depretis, 74, italiensk politiker, Italiens regeringschef.

#### Augusti
- 4 augusti – John McClannahan Crockett, 70, amerikansk politiker.
- 14 augusti – Aaron Augustus Sargent, 59, amerikansk republikansk politiker och diplomat, senator 1873–1879.

#### September
- 12 september – Washington Bartlett, 63, amerikansk demokratisk politiker.

### Fjärde kvartalet

#### Oktober
- 21 oktober – Albert Lindhagen, 64, svensk stadsplanerare, jurist, riksdagsledamot och kommunalman.
- 23 oktober – Elihu B. Washburne, 71, amerikansk republikansk politiker, USA:s utrikesminister 1869.
- 25 oktober – Sir Philip Wodehouse, 76, brittisk politiker.

#### November
- 2 november – Jenny Lind, 67, svensk operasångerska.
- 8 november – Doc Holliday, 36, amerikansk tandläkare och revolverman.
- 10 november – Louis Lingg, 23, tysk anarkist.

#### December
- 24 december – Daniel Manning, 56, amerikansk demokratisk politiker, USA:s finansminister 1885–1887.

### Fotnoter
1. ↑  World Statesmen
2. ↑  The Queen's Golden Jubilee > History of Jubilees > Queen Victoria
3. ↑  ”Parks Canada - Archives”. Arkiverad från originalet den 18 mars 2004. https://web.archive.org/web/20040318112228/http://www.pc.gc.ca/apps/cseh-twih/archives2_E.asp?id=25. Läst 5 december 2010.
4. ↑   Concise Encyclopedia of Languages of the World. Oxford: Elsevier. 2009. sid. 375. ISBN 9780080877747
5. ↑  World Statesmen
6. ↑  World Statesmen
7. ↑  World Statesmen
8. ↑  Örgryte IS Arkiverad 15 juli 2014 hämtat från the Wayback Machine.
9. ↑  World Statesmen
10. ↑  Stig Hadenius/Torbjörn Nilsson, Gunnar Åselius, Sveriges historia - vad varje svensk bör veta, Bonnier Alba 1996